# Francesco Bruni (politico 1315)
Francesco Bruni (Firenze, 1315? – 1385?) è stato un politico italiano, segretario pontificio di Urbano V, Gregorio XI e Urbano VI, amico e corrispondente di Francesco Petrarca, Boccaccio e Coluccio Salutati.
I suoi dati anagrafici sono desumibili da alcune lettere di Petrarca, che era in contatto con Bruni. Potrebbe essere citato - ma non vi sono sicurezze al riguardo - nei registri dei papi Benedetto XII e Clemente VI.

## Biografia

### Incarichi politici a Firenze
Ottenne il suo primo incarico politico nel gennaio del 1353, quando fu eletto Notaio dei Priori nel quartiere San Giovanni. Mantenne tale carica fino a quando non ottenne di essere sostituito - non era mai accaduto in precedenza - dal "coadiutore", suo funzionario subordinato.
Strinse amicizia con Giovanni Boccaccio, che incontrò per la prima volta nel 1353 e che, nel 1367, lo indirizzò alla conoscenza di Coluccio Salutati. Inviato in Romagna in qualità di ambasciatore di Firenze nel 1360, fece ritorno alla sua città natale e poco dopo intrecciò rapporti epistolari con Francesco Petrarca, destinati a rimanere tali, dato che i due non si frequentarono mai di persona.

### Segretario di Urbano V
Una decisa svolta politica della vita di Bruni si verificò nel 1363 sotto il papato di Urbano V, quando fu nominato da questi segretario pontificio, a seguito della visita ad Avignone, che aveva proprio lo scopo di incontrare il nuovo papa, dello stesso Bruni. Non sappiamo se la sua famiglia si trasferì con lui ad Avignone, tuttavia è certo che il figlio Mariotto visse col padre dal 1367. È altrettanto certo che le condizioni economiche di Bruni migliorarono notevolmente: egli era infatti stipendiato con 200 fiorini all'anno.
Nel 1367, a seguito del ritorno in Italia di Urbano V, seguì il papa a Viterbo e a Montefiascone, dove si fece notare per la sua abilità. Forse a causa della tensione tra il papato e Firenze, i fiorentini non si mostrarono del tutto benevoli con il loro concittadino: nel 1367, il nome di Bruni fu estratto per il priorato del quartiere di San Giovanni, tuttavia, essendo lui assente, i suoi concittadini distrussero il documento che riportava il suo nome. Solo a seguito dell'intervento del papa, che aveva stigmatizzato tale comportamento, a Bruni fu nuovamente attribuita la facoltà di venire eletto.

### Al servizio di Gregorio XI
Bruni ebbe come coadiutore personale, per qualche anno, Coluccio Salutati. Rientrato ad Avignone con Urbano V, fu confermato segretario pontificio da Gregorio XI, che era successo a Urbano, nel frattempo deceduto. Durante il papato di Gregorio XI, Bruni si trovò a far fronte al peggioramento delle relazioni diplomatiche tra Firenze e il papato; inoltre, dovette anche impegnarsi seriamente per evitare la rottura dei rapporti tra il papa e la città di Siena, ufficialmente schierata con Gregorio, ma di fatto orientata a favore dell'avversario di quest'ultimo, Barnabò Visconti. Nonostante la sua abilità diplomatica, allo scoppiare della Guerra degli Otto Santi, che vedeva coinvolta anche (e soprattutto) Firenze, gli fu inflitta una condanna in contumacia per tradimento.

### Segretario di Urbano VI e il ritorno a Firenze
Accolto con benevolenza da Urbano VI, successore di Gregorio XI, a Bruni fu consentito di mantenere la propria carica, nonostante egli fosse ormai molto provato dalle passate esperienze e volesse far ritorno a Firenze (la sua residenza in quel momento era Roma).
Dimessosi dalla sua carica probabilmente nel 1382, fece ritorno a Firenze dove assunse la carica di Gonfaloniere di giustizia per poco più di un anno. Morì probabilmente nel 1385.